# Mougon (Deux-Sèvres)
Mougon is een plaats en voormalige gemeente in het Franse departement Deux-Sèvres in de regio Nouvelle-Aquitaine en telt 1665 inwoners (2004). De plaats maakt deel uit van het arrondissement Niort.

## Geschiedenis
Mougon is op 1 januari 2017 gefuseerd met de gemeente Thorigné tot de gemeente Mougon-Thorigné. Deze gemeente fuseerde op 1 januari 2019 met Aigonnay en Sainte-Blandine tot de huidige gemeente Aigondigné, waarvan Mougon de hoofdplaats werd.

## Geografie
De oppervlakte van Mougon bedraagt 21,2 km², de bevolkingsdichtheid is 78,5 inwoners per km².
De onderstaande kaart toont de ligging van Mougon (Deux-Sèvres) met de belangrijkste infrastructuur en aangrenzende gemeenten.

## Demografie
Onderstaande figuur toont het verloop van het inwonertal.
Aigonnay · Mougon · Sainte-Blandine · Thorigné